# Северная зонотрихия
Северная зонотрихия (лат. Zonotrichia querula) — вид воробьиных птиц из семейства Passerellidae. Англоязычное название (Harris’s sparrow) этой птицы дано в честь американского орнитолога-любителя Эдварда Харриса (1799—1863).

## Распространение
Обитают в Северной Америке, на территории Канады и США. Гнездятся на севере центральной части Канады, являясь единственным гнездовым эндемиком этой страны. Зимой они мигрируют на Великие равнины.

## Описание
Крупнейшие из «воробьев» семейства Passerellidae. Длина тела 17—20 см, размах крыльев 27 см. Вес 26—49 г. В брачном наряде клюв птицы розовый, а верх головы чёрный, равно как лицо, горло и верх грудки. Шея и боковые поверхности головы при этом серые. Спинка чёрная, на крыльях по две белых планки. Нижняя часть тела белая. В зимнем наряде птица имеет меньше или не имеет вовсе чёрных отметин. Она окрашена в жёлто-серо-коричневой гамме.

## Биология
В дикой природе представители вида доживали до 11 лет и 8 месяцев.
МСОП присвоил виду охранный статус «Близки к уязвимому положению» (NT).